# Coelogyne zhenkangensis
Coelogyne zhenkangensis är en orkidéart som beskrevs av Sing Chi Chen och Kai Yung Lang.
Coelogyne zhenkangensis ingår i släktet Coelogyne och familjen orkidéer. Inga underarter finns listade i Catalogue of Life.